# Cytosis: A Cell Biology Board Game
Cytosis: A Cell Biology Board Game ist ein strategisches Brettspiel des amerikanischen Spieleautors John Coveyou. Es handelt sich um ein Spiel für bis zu fünf Mitspieler, bei dem die Biologie einer Zelle in Form eines Arbeitereinsatzspiels (worker placement) nachgestellt wird. Das Spiel erschien 2017 bei dem Verlag Genius Games und wurde über eine Kickstarter-Kampagne finanziert. Anfang des Jahres 2018 erschien eine russische Version bei Edinorog.

## Thema und Ausstattung
Bei dem Spiel handelt sich um strategisches Brettspiel in Form eines klassischen Arbeitereinsatzspiels (worker placement), bei dem die Stoffwechselwege einer Zelle nachgestellt werden. Die Spieler nutzen Erlenmeyerkolben (flasks), die sie in verschiedenen Bereichen der Zelle einsetzen, um Ressourcen zu erhalten und diese in Zellkomponenten wie Hormone und Rezeptoren umzuwandeln. Über die Herstellung der Komponenten und die Erfüllung von Aufträgen erhalten die Mitspieler Siegpunkte, die als Gesundheitspunkte (Health Points) ausgewiesen werden.
Das Spielmaterial besteht neben der Spielanleitung aus:
- einem doppelseitigen Spielplan, der eine Zelle darstellt,
- 43 Karten mit Zellkomponenten (Enzyme, Hormone, Steroidhormone, Hormonrezeptoren, Steroidhormonrezeptoren, Entgiftungskarten),
- 5 Zielkarten,
- 12 Ereigniskarten (Events),
- 20 Erlenmeyerkolben in den fünf Spielerfarben,
- 10 Transportvesikelplättchen in den fünf Spielerfarben,
- 15 Spielmarker in den fünf Spielerfarben,
- 2 graue Erlenmeyerkolben,
- 30 ATP-Marker,
- 66 Ressourcensteine (je 18 mRNA und Proteine, je 15 Kohlenhydrate und Lipide)
- einen Startspielermarker.

Im Spiel enthalten ist eine Virus-Erweiterung, die auf der Rückseite des Spielplans gespielt wird. Für diese Variante kommen folgende Materialien hinzu:
- 6 zusätzliche Karten mit Zellkomponenten (je zwei Mal Virenattacke des Ebola-, Influenza- und Rhinovirus),
- 2 zusätzliche Zielkarten,
- 3 zusätzliche Ereigniskarten,
- 7 epigenetische Modifikationskarten,
- 5 Spielertableaus,
- 5 sechsseitige Antikörper-Würfel,
- 15 Antikörper-Marker.

## Spielweise

### Spielvorbereitung
Zur Spielvorbereitung wird der Spielplan mit der Seite des Grundspiels in der Mitte des Tisches ausgelegt. Die Ressourcensteine und ATP-Plättchen werden sortiert neben den Spielplan gelegt, die beiden grauen Erlenmeyerkolben kommen auf die dafür vorgesehenen Felder auf dem Spielplan. Die verschiedenen Kartentypen werden voneinander getrennt und separat gemischt. Sie Anzahl der Ereigniskarten wird an die Spieleranzahl angepasst und der Stapel wird neben dem Spielplan bereitgelegt. Die Zielkarten werden oberhalb des Spielplans nebeneinander offen platziert, wobei bei weniger als 5 Mitspielern jeweils eine Zielkarte mehr als Mitspieler ausgelegt wird. Von den Komponentenkarten werden die obersten vier Karten offen auf die entsprechenden Felder auf dem Spielplan ausgelegt, danach bekommt jeder Spieler verdeckt drei der Karten und der Rest wird als Nachzugstapel neben das Spielfeld gelegt. Jeder Spieler wählt zwei seiner Karten aus und gibt eine Karte zurück, danach wird der Nachzugstapel erneut gemischt.
Jeder Spieler wählt eine Farbe und bekommt abhängig von der Spieleranzahl seine Erlenmeyerkolben, 2 Vesikelplättchen und drei Spielmarker. Ein Spielmarker pro Mitspieler wird auf den Start der Wertungsleiste gelegt. Ein ausgewählter Startspieler wird bestimmt, dieser bekommt den Startspielermarker und zwei ATP-Plättchen und nach links zählend bekommt jeder weitere Spieler immer einen ATP-Marker mehr. Danach wählt jeder Spieler noch zwei beliebige Ressourcen aus den Haufen der ATPs, mRNA oder Lipide.

### Spielablauf
Das Spiel läuft über zwölf Runden. Zu Beginn jeder Runde wird eine Ereigniskarte aufgedeckt und entsprechend den Anweisungen ausgeführt. Danach kommen die Spieler beginnend mit dem vorher ausgelosten Startspieler im Uhrzeigersinn zum Zug und platzieren pro Zug jeweils einen ihrer Erlenmeyerkolben auf dem Spielplan. Abhängig von der jeweiligen Auswahl führen sie die damit zusammenhängende Aktion aus, wobei sie bei einigen Aktionen Ressourcen erhalten oder Karten nehmen können und bei anderen für den Einsatz von Ressourcen Zellkomponenten zusammensetzen können, um ihre Komponentenkarten zu erfüllen. Jedes Feld auf dem Spielplan darf dabei immer nur von einem Erlenmeyerkolben besetzt werden.
Auf dem Spielfeld befinden sich entsprechend verschiedene Typen von Aktionsfeldern, die den Organellen einer Zelle entsprechen. Dabei gibt es verschiedene Typen von Aktionen, die den Schritten des Stoffwechsels entsprechen. Die erste Gruppe von Aktionen ermöglichen es, Ressourcen zu bekommen oder umzuwandeln:
- Auf dem Zellkern (Nucleus) bekommen die Spieler schwarze mRNA-Ressourcen.
- Auf den Feldern der Lipidsynthese des Glatten Endoplasmatisches Retikulum bekommen die Spieler gelbe Lipid-Ressourcen.
- Auf den Feldern der Mitochondrien bekommen die Spieler ATP-Ressourcen oder können jeweils ein grünes Kohlenhydrat in sechs ATP umwandeln.
- Auf den Feldern der Zellmembran können die Spieler ATP-Ressourcen in grüne Kohlenhydrate umwandeln.
- Auf den freien Ribosomen können die Spieler schwarze mRNA-Ressourcen in rote Proteine umwandeln (Translation).

Im unteren Bereich des Spielfelds befindet sich eine Kartenreihe, in der die Spieler unter Einsatz ihres Kolbens jeweils eine Auftragskarte erhalten können. Dabei bekommen sie die vorderste Karte umsonst, für die folgenden müssen sie eine ansteigende Anzahl von ATP-Ressourcen bezahlen. Die Karten können verschiedene Aufträge enthalten:
- Mit den Ressourcenkarten bekommt ein Spieler die entsprechenden angezeigten Ressourcen.
- Bei den Zellkomponentenkarten müssen die Spieler die angegebenen Zellkomponenten aus den angegebenen Ressourcen synthetisieren und bekommen die entsprechende Anzahl an Gesundheitspunkten.
- Bei den Alkoholentgiftungskarten bekommen die Spieler jeweils einen Gesundheitspunkt, wenn sie die Aktion im Glatten Endoplasmatischen Reticulum durchführen und die angegebene Anzahl ATP-Ressourcen zahlen.

Die verschiedenen Typen von Zellkomponenten (Enzyme, Hormone, Steroidhormone, Hormonrezeptoren und Steroidhormonrezeptoren) müssen dabei in unterschiedlichen Zellbereichen hergestellt werden und erfordern unterschiedliche Ressourcen, um komplettiert zu werden. Diese Arten der Stoffwechselprozesse verlaufen zudem über mehrere Schritte, bei denen jeweils ein Kolben eingesetzt werden muss. Syntheseorte sind das Cytoplasma, in dem die Enzymsynthese unter Einsatz von ATP und roten Proteinressourcen hergestellt werden, das glatte Endoplasmatische Retikulum, in dem die Synthese von Steroidhormonen beginnt, das raue Endoplasmatische Retikulum als Startbereich für Hormone, Hormonrezeptoren und Steroidhormonrezeptoren, der Golgi-Apparat als zweiter Synthesebereich für alle Hormone und Rezeptoren und die Plasmamembran als Bereich, in dem die Hormone und Rezeptoren unter Energie-(ATP-)Aufwendung aus der Zelle entfallen werden (Exozytose).
| Auftragskarte          | Syntheseweg benötigte Ressourcen | Wertung |
| ---------------------- | --- | --- |
| Alkoholentgiftung      | Glattes Endoplasmatisches Reticulum Ressourcen: ATP | Ein Gesundheitspunkt, In der Endwertung zudem Zusatzpunkte entsprechend der maximalen Anzahl an Karten dieses Typs               |
| Proteinhormon          | Erster Schritt im Rauhen Endoplasmatischen Reticulum mit Einsatz des Vesikels, danach Transport in den Golgi-Apparat und am Ende zur Plasmamembran Ressourcen: Proteine (direkt aus mRNA), Kohlenhydrate, ATP | Gesundheitspunkte entsprechend der Karte                                                                                         |
| Steroidhormon          | Erster Schritt im Glatten Endoplasmatischen Reticulum mit Einsatz des Vesikels, danach Transport in den Golgi-Apparat und am Ende zur Plasmamembran Ressourcen: Lipide, Kohlenhydrate, ATP                    | Gesundheitspunkte entsprechend der Karte                                                                                         |
| Proteinhormon-Rezeptor | Erster Schritt im Rauhen Endoplasmatischen Reticulum mit Einsatz des Vesikels, danach Transport in den Golgi-Apparat und am Ende zur Plasmamembran Ressourcen: Proteine (direkt aus mRNA), Kohlenhydrate, ATP | Gesundheitspunkte entsprechend der Karte, danach bei jedem synthetisierten Proteinhormon der Gegner 2 und des Spielers 1 Punkt   |
| Steroidhormon-Rezeptor | Erster Schritt im Rauhen Endoplasmatischen Reticulum mit Einsatz des Vesikels, danach Transport in den Golgi-Apparat und am Ende zur Plasmamembran Ressourcen: Proteine (direkt aus mRNA), Lipide, ATP        | Gesundheitspunkte entsprechend der Karte, danach bei jedem synthetisierten Steroidhormon der Gegner 2 und des Spielers 1 Punkt   |
| Enzyme                 | Synthese im Cytoplasma, vorher müssen jedoch Proteine hergestellt werden Ressourcen: Proteine, Kohlenhydrate, ATP                                                                                             | Gesundheitspunkte entsprechend der Karte, in der Endwertung aufsteigende Punkte abhängig von der Anzahl unterschiedlicher Enzyme |

Als weitere Aktion können die Spieler vor der Nutzung ihrer eigenen Kolben für vier ATP-Ressourcen einen grauen Kolben einkaufen und diesen für einen zusätzlichen Zug pro Runde einsetzen. Außerdem gibt es ein Aktionsfeld, um in der nächsten Runde den Startspielermarker zu bekommen und die Runde zu starten. Mit dieser Aktion darf der entsprechende Spieler zusätzlich einen seiner Spielmarker auf eine der über dem Spielplan ausliegenden Zielkarten auslegen, die ihm in der Endabrechnung zusätzliche Punkte für jede Karte des entsprechenden Typs einbringen.
Eine Runde endet, wenn alle Spieler ihre Erlenmeyerkolben eingesetzt und damit ihre Aktionen durchgeführt haben. Danach werden entsprechend den Regeln neue Auftragskarten ausgelegt und alle Spieler bekommen ihre Kolben und nicht mehr benötigten Vesikel zurück. Die neue Runde beginnt mit dem neuen Startspieler oder, falls niemand den Startspielermarker nehmen wollte, erneut mit dem Startspieler der Vorrunde.

### Spielende und Wertung
Das Spiel endet nach zwölf Runden nach der Runde, in der die letzte Ereigniskarte aufgedeckt wurde. Wenn alle Spieler diese Runde beendet haben, kommt es zur Endwertung, bei der die Spieler zusätzlich zu den im Spiel bereits gewerteten Gesundheitspunkten weitere Punkte erhalten:
- Für übrig gebliebene Ressourcen: 1 Punkt für jeweils vier mRNA- oder Lipidressourcen, 1 Punkt für jeweils drei Proteinressourcen und 1 Punkt für jeweils zwei Kohlenhydratressourcen.
- Der Spieler mit den meisten Alkoholentgiftungspunkten (ATP-Kosten der entsprechenden Karten) bekommt 8 Punkte, der nachfolgende 5 und der dritte 2 Punkte.
- Die Enzymkarten werden entsprechend den vorhandenen Sets abgerechnet: Besitzt ein Spieler 5 unterschiedliche Enzyme, bekommt er 14 Punkte (2 für zwei, 5 für drei, 9 für vier verschiedene Enzyme)
- Jeder Spieler bekommt Punkte entsprechend den Zielkarten, auf denen er seine Wertungsmarker abgelegt hat.

Gewinner des Spiels ist der Spieler, der nach der Endabrechnung die meisten Gesundheitspunkte aufweisen kann. Im Fall eines Gleichstands gewinnt der Spieler mit den meisten erledigten Zellkomponentenkarten und falls dann noch immer ein Gleichstand herrscht, gewinnt der Spieler mit dem größten Abstand zum Startspieler.

## Varianten und Erweiterungen

### Regelmodifikation für zwei Spieler
Das Spiel mit zwei Spielern unterscheidet sich in einigen Details vom Mehrspielerspiel. Wie beim Spiel mit drei Spielern erhalten beide Spieler vier Kolben und drei Vesikel. Vor dem Spiel werden allerdings drei Alkoholentgiftungskarten aus dem Stapel der Zellkomponenten und 2 Ereigniskarten entfernt; das Spiel läuft entsprechend nur über 10 Runden. Auf dem Spielbrett dürfen in einigen Gebieten nicht mehr alle Felder genutzt werden:
- Bei den Mitochondrien dürfen nur zwei der vier Felder genutzt werden,
- im Glatten Endoplasmatischen Reticulum darf nur entweder die Lipidsynthese oder die Steroidhormonsynthese/Entgiftung genutzt werden

Weitere Unterschiede betreffen die Neuauslage der Karten zum Ende jeder Runde und die Endwertung der Alkoholentgiftungskarten (der Spieler mit den meisten Punkten erhält 6, der zweite 3 Punkte).

### Virus Expansion
Mit der Erweiterung Virus Expansion werden über zusätzliches Spielmaterial mehrere Spezifika der Immunabwehr und der Vireninfektion in das Spiel eingebracht. Das Spiel wird entsprechend dem Basisspiel gespielt, allerdings wird die Rückseite des Spielplans genutzt und das zusätzliche Spielmaterial wird entsprechend einigen Zusatzregeln eingesetzt:
- In der Spielvorbereitung werden die zusätzlichen drei Ereigniskarten der Erweiterung in das Kartendeck der Ereigniskarten eingemischt, nachdem eine spielerzahlabhängige Anzahl von Ereigniskarten entfernt wurde.
- Bei den Zielkarten werden die beiden neuen Zielkarten Immunabwehr und Virusattacke in das Zielkartenset eingemischt. Die Auslage erfolgt abhängig von der Spieleranzahl +1.
- die sechs Zellkomponentenkarten mit den Virusattacken werden dem entsprechenden Deck untergemischt, nachdem jeder Spieler drei Startkarten erhalten hat.

Jeder Spieler erhält zudem ein Spielertableau und drei zusätzliche helle Markierungssteine, die in der abgebildeten Immunabwehrleiste gegenüber den drei Virustypen (Ebola, Grippe und Rhinovirus) jeweils auf die Position 0 gesetzt werden.
Im Spiel kann nun über zwei unterschiedliche Wege jeweils eine Virusattacke ausgelöst werden: Entweder, wenn die entsprechende Karte im Ereigniskartenstapel gezogen wird oder wenn ein Spieler eine entsprechende Karte aus der Kartenauslage nimmt. In beiden Fällen wird die Virenattacke durchgeführt und alle Spieler müssen ihre spezifische Immunabwehr bestimmen. Dafür wird zuerst bestimmt, wie viele Würfel genutzt werden dürfen: Wenn sich der Gesundheitspunkte-Marker des Spielers im roten Bereich der Wertungsleiste befindet (1 bis 13), darf er nur mit einem Würfel werfen, befindet er sich im gelben Bereich (14 bis 18) nutzt er zwei Würfel und im grünen Bereich (größer als 28) verwendet er drei Würfel. Das Ergebnis des Wurfs mit dem jeweils aktuellen Wert der entsprechenden Leiste der Immunabwehr auf der Spielertafel addiert. Die Ergebnisse werden addiert und die Spieler vergleichen diese nun untereinander und entsprechend den Angaben in den Regeln abhängig von der Spielerzahl verrechnet. Dabei bekommt in der Regel der Spieler mit dem höchsten Ergebnis drei oder vier zusätzliche Ressourcen und der mit dem niedrigsten Ergebnis verliert eine Ressource oder einen Gesundheitspunkt. Nach der Abrechnung dürfen alle Spieler für den spezifischen Virus ATP-Ressourcen investieren, um die Immunabwehr für den nächsten Angriff zu erhöhen (ein ATP für zwei Immunabwehrpunkte).

### Epigenetic Modification Cards
Neben der Virus Expansion existiert ein Set von sieben Epigenetic Modification Cards, die sowohl im Basisspiel wie auch im Spiel mit der Virus Expansion eingesetzt werden können. Die Karten beeinflussen die individuellen Möglichkeiten der Spieler, indem sie diesen Sonderfähigkeiten zuordnen, die über das gesamte Spiel gelten.

## Entwicklung und Rezeption
Das Spiel Cytosis: A Cell Biology Board Game erschien 2017 bei dem Verlag Genius Games und wurde über eine Kickstarter-Kampagne finanziert. Dabei wurde das Spiel durch 6.650 Unterstützer und einen Betrag von 389.357 US-Dollar finanziert. Mit der Basisversion wurde eine Virus Expansion entwickelt, die dem Spiel beigelegt wurde.
2018 erschien eine russische Version bei dem Verlag Edinorog.

## Belege
1. 1 2 3 4 5 6 7 8 9 10 11 12  Spieleanleitung Cytosis auf der Website von Genius Games; abgerufen am 8. April 2018.
2. 1 2 3  Spieleanleitung Cytosis: Virus Expansion auf der Website von Genius Games; abgerufen am 8. April 2018.
3. ↑  Spieleanleitung Epigenetic Modification Cards auf der Website von Genius Games; abgerufen am 8. April 2018.
4. 1 2  Cytosis auf der Seite von Kickstarter.com; abgerufen am 1. Mai 2018.
5. ↑  Versionen von Cytosis in der Spieledatenbank BoardGameGeek (englisch); abgerufen am 1. Mai 2018.